# Cottesbrooke
Cottesbrooke is een civil parish in het bestuurlijke gebied Daventry, in het Engelse graafschap Northamptonshire met 143 inwoners.